# Aldea Eigenfeld
Aldea Eigenfeld é uma junta de governo da Entre Ríos (província), na Argentina.